# Religion en Roumanie
Les traditions religieuses en Roumanie (recensement de 2022)
- Orthodoxes (73,86 %)
- Protestants (5,97 %)
- Catholiques (de rite grec ou latin) (4,5 %)
- Autres (0,93 %)
- Sans religion (0,8 %)
- Pas d'informations (13,94 %)

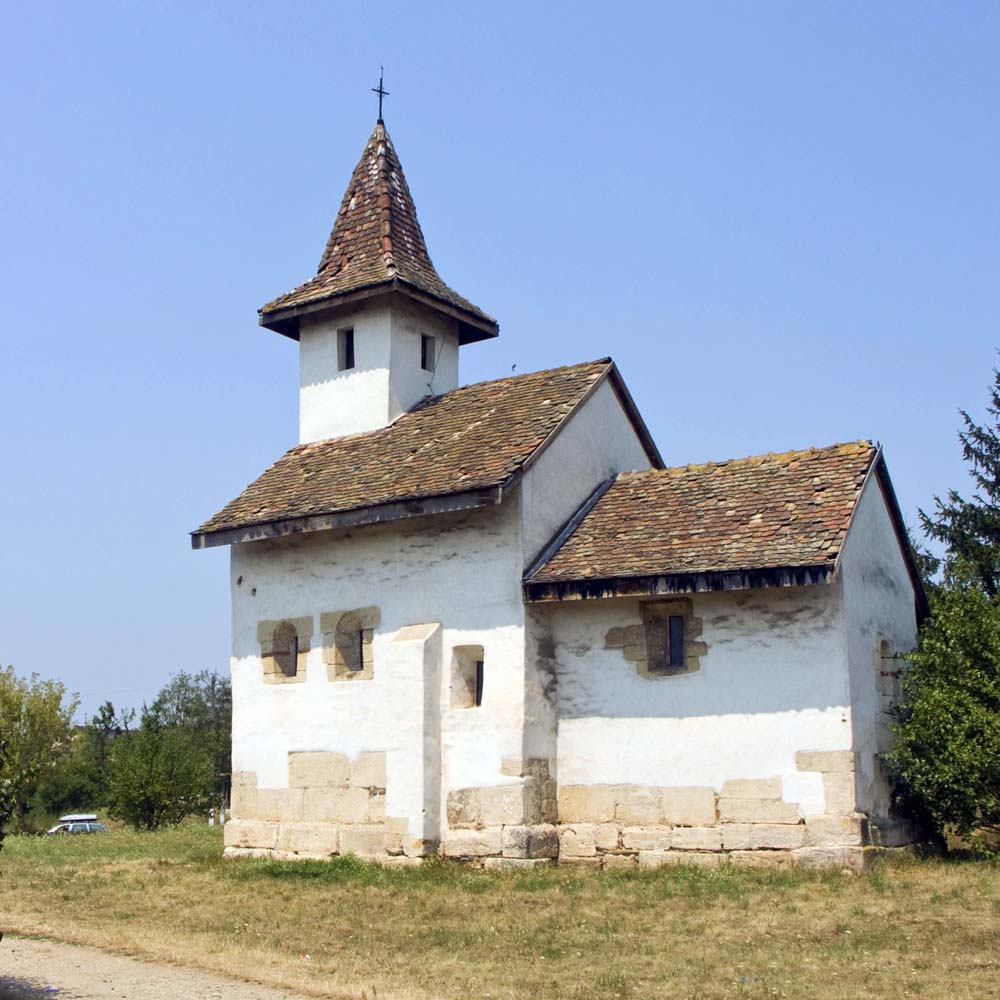
Église de Strei-Sângeorgiu, județ de Hunedoara (XIVe siècle).

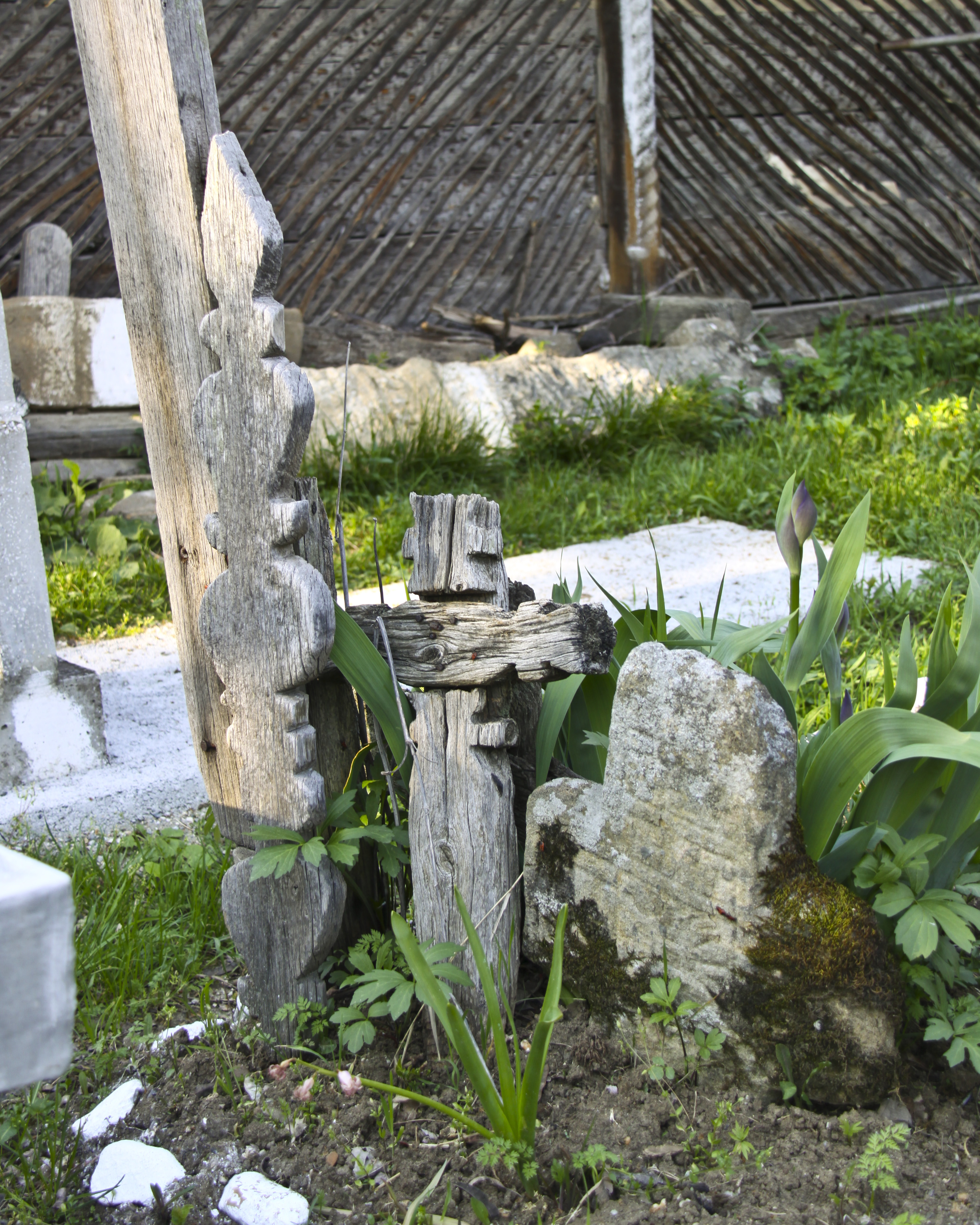
Stèles funéraires en bois.

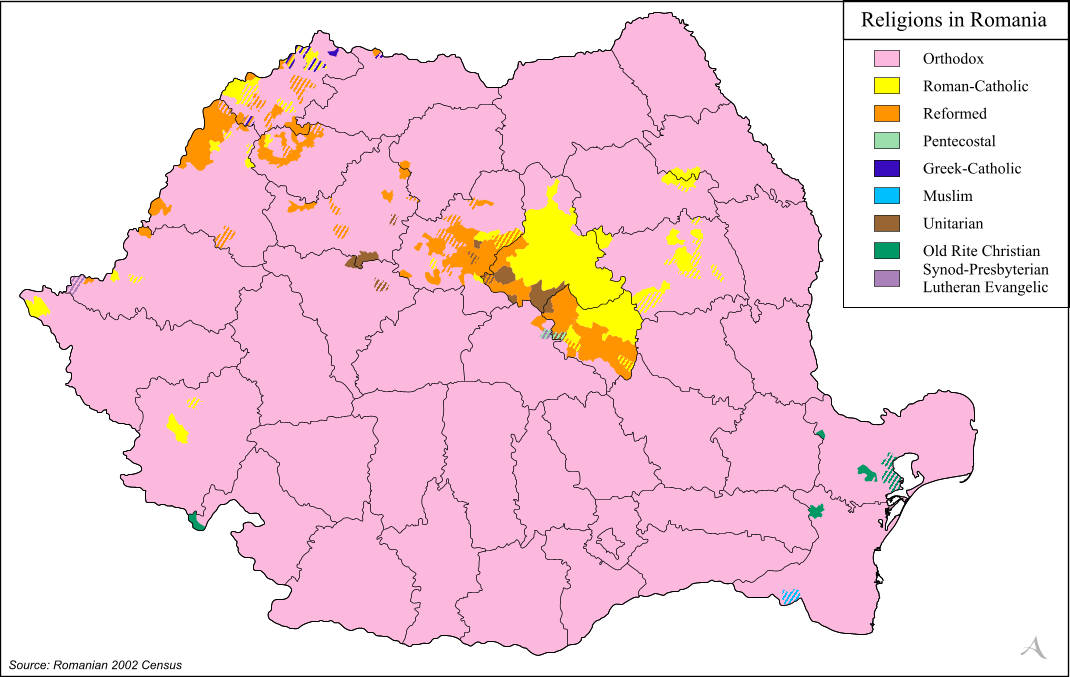
Religions en Roumanie (2002) : la grande majorité des catholiques romains (jaune) et des protestants (orange) sont des Hongrois de Roumanie.

La religion en Roumanie désigne l'ensemble des cultes pratiqués dans cette république laïque en ce sens que, constitutionnellement, l'État et les communautés religieuses sont indépendants les uns des autres. Toutefois, cette séparation est plus proche du système existant au Québec, en Belgique, en Suisse et dans les trois départements français d'Alsace-Moselle, que de la « laïcité à la française » : en effet, l'État rémunère les membres des clergés des religions qu'il reconnaît, et des cours de religion au choix sont offerts par l'école publique. L'État roumain reconnait 18 dénominations sur la trentaine que compte le pays : les autres confessions sont considérées comme des sectes et ne bénéficient pas des mêmes avantages.

## Démographie
Selon le Pew Research Center, la Roumanie serait l'un des pays européens les plus religieux, mais selon l'Eurobaromètre de la Commission européenne, la pratique religieuse serait irrégulière, la majorité des habitants suivant les principales fêtes et sacrements (baptêmes, mariages et enterrements, Pâques/Pessah, Noël, Aïd, Pourim...) parce que l'appartenance confessionnelle est identitaire : ces rituels font partie de leurs traditions historiques. La majorité des citoyens sont des chrétiens orthodoxes mais l'État roumain reconnaît officiellement 18 religions et confessions. 81,04 % de la population stable du pays s'est identifiée comme fidèle de l'Église orthodoxe roumaine lors du recensement de 2011 (voir l'histoire du christianisme en Roumanie). Les autres confessions chrétiennes comprennent l'Église catholique de rite latin (4,33 %) et grec (0,75 %-3,3 %), le calvinisme (2,99 %) et les confessions pentecôtistes (1,80 %), donc environ 92 % de la population est de tradition chrétienne. La Roumanie compte également une minorité musulmane, petite mais historiquement importante, concentrée dans le nord de la Dobroudja, qui est principalement d'ethnie tatare de Crimée et turque et compte environ 44 000 personnes. Selon les données du recensement de 2011, il y a également environ 3 500 juifs, environ 21 000 athées et environ 19 000 personnes ne s'identifiant à aucune religion. Les chiffres du recensement de 2011 sont basés sur une population stable de 20 121 641 personnes et excluent une portion d'environ 6 % en raison de données non disponibles.

## Confessions légalement reconnues
| Confession                                                                                                  | Confession                 | Confession                 | Confession    | Confession    | Confession    |
| Confession                                                                                                  | Chef                       | Chef                       | Population    | Population    | Population    |
| Confession                                                                                                  | Nom                        | Titre                      | 1992          | 2002          | 2011          |
| Christianisme                                                                                               | Christianisme              | Christianisme              | Christianisme | Christianisme | Christianisme |
| Orthodoxie                                                                                                  | Orthodoxie                 | Orthodoxie                 | Orthodoxie    | Orthodoxie    | Orthodoxie    |
| --- | -------------------------- | -------------------------- | ------------- | ------------- | ------------- |
| Église orthodoxe roumaine                                                                                   | Daniel                     | Patriarche                 | 86,81         | 86,79         | 81,04         |
| Éparchie de Timișoara                                                                                       | Marinco Marcov             | Prêtre vicaire             |               |               | 0,07          |
| Église orthodoxe russe vieille-ritualiste de Roumanie                                                       | Leontie Izot               | Métropolite                | 0,14          | 0,17          | 0,16          |
| Église orthodoxe vieille-calendariste de Roumanie                                                           | Vlasie Mogârzan            | Archevêque et métropolite  |               |               |               |
| Archidiocèse de l'Eglise arménienne (ro)                                                                    | Datev Hagopian             | Évêque                     |               |               | 0,00          |
| Catholicisme                                                                                                |                            |                            |               |               |               |
| Église romano-catholique                                                                                    | Ioan Robu                  | Primat                     | 5,09          | 4,73          | 4,33          |
| Église roumaine unie avec Rome, greco-catholique                                                            | Lucian Mureșan             | Métropolite                | 0,98          | 0,88          | 0,75          |
| Protestantisme                                                                                              |                            |                            |               |               |               |
| Église réformée de Roumanie                                                                                 | Béla Kató                  | Évêque                     | 3,52          | 3,23          | 2,99          |
| Culte chrétien pentecôtiste - Église apostolique de Dieu                                                    | Moise Ardelean             | Président                  | 0,97          | 1,49          | 1,80          |
| Culte chrétien baptiste - Union des Églises baptistes de Roumanie                                           | Viorel Iuga                | Président                  | 0,48          | 0,58          | 0,56          |
| Église adventiste du septième jour de Roumanie                                                              | Ștefan Tomoiagă            | Président                  | 0,34          | 0,43          | 0,40          |
| Église unitarienne hongroise                                                                                | Ferenc Bálint Benczédi     | Évêque                     | 0,34          | 0,30          | 0,29          |
| Organisation religieuse « témoins de Jehovah »                                                              | Dumitriu Oul               | Président                  |               |               | 0,25          |
| Église évangélique de confession d'Augsbourg Roumanie (ro)                                                  | Reinhart Guib              | Évêque                     | 0,17          | 0,04          | 0,03          |
| Église chrétienne selon l'évangile de Roumanie - Union des Églises chrétiennes selon l'évangile de Roumanie | Virgil Achihai             | Président                  | 0,12          | 0,20          | 0,21          |
| Église évangélique luthérienne de Roumanie (ro)                                                             | Dezső Zoltán Adorjáni      | Évêque                     | 0,09          | 0,12          | 0,10          |
| Église évangéliste de Roumanie (ro)                                                                         |                            | Président                  |               | 0,08          | 0,08          |
| Autres |                            |                            |               |               |               |
| Culte musulman                                                                                              | Murat Iusuf                | Mufti                      | 0,25          | 0,31          | 0,32          |
| Fédération des communautés juives de Roumanie - Culte mosaïque                                              | Rafael Shaffer             | Rabin                      | 0,04          | 0,02          | 0,02          |
| Autres confessions et irreligieux                                                                           |                            |                            |               |               |               |
| Autres | Autres                     | Autres                     | 0,25          | 0,41          | 0,15          |
| Athées | Athées                     | Athées                     | 0,05          | 0,03          | 0,10          |
| Sans religion                                                                                               | Sans religion              | Sans religion              | 0,11          | 0,05          | 0,09          |
| Information non renseignée                                                                                  | Information non renseignée | Information non renseignée | 0,04          | 0,05          | 6,26          |

## Histoire
Des nécropoles de la préhistoire de l'Europe du Sud-Est, on peut déduire que des cultes existaient, avec une croyance en un au-delà où les défunts pourraient avoir besoin de leurs outils, ornements, armes ou denrées, inhumées avec eux.

### Antiquité
Aux VIIe et VIe siècles avant notre ère, les populations indo-européennes de la région, Illyres et Thraces, parlant des langues illyriennes et daco-thraces, semblent avoir pratiqué des cultes polythéistes et initiatiques, mais en fait, on sait très peu de chose de ces religions, connues seulement par des allusions et des passages d'Arrien, de Hérodote, de Jamblique, de Jordanès, de Platon, de Porphyre de Tyr et de Strabon.
En revanche, les commentateurs sont légion, les plus prolixes étant Nicolae Densuşianu, « père du protochronisme roumain » avec son ouvrage Dacie préhistorique, et Mircea Eliade, historien des religions. Des auteurs comme Harald Haarmann (linguiste), Doru Todericiu (ingénieur) ou Napoleon Săvescu (médecin) ont abondamment contribué à populariser des thèses fantaisistes sur les Daces et leur religion, selon lesquelles la civilisation dace aurait été monothéiste et la plus élevée spirituellement du monde antique, les Latins n'étant qu'une tribu dace installée en Italie, de sorte que, plutôt que de parler de romanisation des Daces, il faudrait, selon eux, parler de « dacisation du monde méditerranéen ».
Dans ce contexte, un « néopaganisme dace » se développe au XXIe siècle, inspiré par la mythologie paléo-balkanique (en), avec une supposée religion des Daces, des divinités « reconstituées » (Zalmoxis, Gebeleizis, Kogaionon...), la symbolique du loup et du dragon, et des pratiques culturelles devenant cultuelles inspirées des traditions populaires censées remonter à l'antiquité, voire à la préhistoire : les Apocries des rugăciori ou legători, les Călușari, les Colinde, la Doïna (en), la déesse Dodola, la Hora, les Mărțișoare, le poème Miorița, la Paparudă (ro), les stèles funéraires en bois et d'autres traditions inscrites sur la liste du patrimoine culturel immatériel de l'humanité en Roumanie et en Moldavie.
L'archéologie et les textes, pour leur part, nous renseignent sur les cultes et les légendes des colonies grecques du Pont-Euxin comme Tyras, Argamum, Histria (site archéologique), Tomis, Callatis, Dionysopolis ou Odessos qui influencèrent profondément les Daces, Gètes et autres Thraces. Au Ve siècle avant notre ère, apparaissent aussi dans la région les Celtes, Scordiques et Bastarnes (celto-germains), appelés « Galates » par les auteurs grecs, qui y importent leurs propres croyances.
L'Empire romain étend sa domination au sud du Danube partir du Ier siècle avant notre ère (et pendant la guerre dacique de Domitien) et au IIe siècle de notre ère au nord (guerres daciques de Trajan). Procédant à de nombreux transferts de populations et de colons, l'Empire favorise la diffusion non seulement de sa religion mais aussi des cultes à mystères et de sa langue au nord de la « Ligne Jireček » (longeant en gros au Grand Balkan actuel (alors qu'au sud, elles sont hellénisées). Cela donne naissance à la culture Thraco-Romaine et à la langue romane orientale, à l'origine des langues romanes orientales modernes, dont le Roumain. Les principaux foyers de cette évolution sont les Dacies, Trajane et Aurélienne (cette dernière incluant la Mésie et la Scythie Mineure) et les villes.

### Christianisation
Les sources antiques attestent la prédication du christianisme sous sa forme homéiste en gétique par Wulfila (311-363). Wulfila convertit surtout des Goths, qui par la suite partent vers le Sud et l'Ouest de l'Europe. En revanche, l'archéologie et les textes montrent que la Scythie mineure (patrie d'origine de Jean Cassien, de Denys le Petit et de plusieurs martyrs, située sur la mer Noire) était déjà christianisée au Ve siècle. Vraisemblablement, l'évangélisation progressa en milieu commerçant cosmopolite, dans les ports de la Mer Noire et le long des voies romaines comme la via Pontica, mais a été ralentie dans l'antiquité tardive par les mouvements migratoires des populations germaniques, hunniques et autres (IVe au VIe siècle), surtout après la bataille d'Ongal, perdue par l'Empire romain d'Orient qui a dû abandonner l'intérieur de la péninsule des Balkans aux Slaves et aux Bulgares, ne gardant que les côtes méridionales,.
Ce n'est cependant pas l'avis de l'Église orthodoxe roumaine, qui affirme et enseigne, en controverse contre les archéologues et les historiens laïcs, que les Thraco-Romains dits aussi « Romées » ou « Besses » locuteurs du proto-roumain ont été évangélisés dès l'âge apostolique par l'apôtre André sur l'actuel territoire de la Roumanie, de sorte que le christianisme remonte, selon son point de vue, à l'origine des roumanophones dont il est indissociable. Mais malgré le protochronisme et le reconstructionnisme, il est scientifiquement impossible de prouver l'équivalence « roumanité = christianisme » durant le christianisme primitif, l'antiquité tardive et le haut Moyen Âge (Ve au Xe siècles). Un christianisme populaire, avec chapelles et églises en bois, n'est attesté, avec le maintien de légendes, de croyances et de pratiques païennes, christianisées à la marge, qu'à partir de l'âge pastoral (XIe au XIIIe siècles).
Concernant les Slaves, qui pratiquaient initialement leur propre religion (dont les ethnologues disent qu'elle a profondément influencé les traditions populaires roumaines), les missionnaires les plus connus sont Cyrille et Méthode. Au IXe siècle, les boyards du Premier Empire bulgare (qui s'étendait sur les actuelles Macédoine du Nord, Serbie, Bulgarie, Roumanie et Moldavie), jusque-là tengristes, adoptent à leur tour, sur l'initiative de leur souverain Boris Ier, le christianisme de rite byzantin, et aussi les alphabets glagolitique et cyrillique ; en 971, un de ses successeurs, Boris II de Bulgarie, érige l'archevêché d'Ohrid, sa capitale, en patriarcat.
Mais peu après la bataille de la passe de Kleidion gagnée par l'empereur Basile II, les Byzantins prennent Ohrid en 1018 et annulent la titulature de Patriarcat de cette juridiction, mais, soucieux d'intégrer les Slaves et les Valaques, confirment son autocéphalie en tant qu'archevêché,,,. Héritage de cette période, les paroisses orthodoxes roumaines et ensuite les principautés roumaines employèrent respectivement le slavon d'église comme langue liturgique jusqu'au XVIIIe siècle et l'alphabet cyrillique jusqu'au XIXe siècle.

### Évolution ultérieure
Après la séparation des Églises d'Orient et d'Occident (1054), les Hongrois et les Saxons présents sur l'actuel territoire roumain, choisissent l'obédience de l'Église de Rome tandis que les Valaques (comme l'on nommait à l'époque les Roumains), les Slaves et les Grecs choisissent l'obédience de celle de Constantinople. Aux yeux des catholiques, le catholicisme, sous l'autorité papale, représente la « Grande Église » d'avant le « grand schisme d'Orient » du XIe siècle ; cette confession reconnait non seulement les sept premiers conciles, mais aussi quatorze autres, soit 21 en tout. Aux yeux des orthodoxes, c'est l'orthodoxie fidèle à l'autocéphalie des patriarcats qui représente la « Grande Église » d'avant le « schisme de Rome », car comme la « Grande Église », l'orthodoxie reconnait les sept premiers conciles et eux seuls.
Dans les principautés danubiennes, l'orthodoxie, sous l'obédience du patriarcat œcuménique de Constantinople du XIVe siècle à 1864, était religion d'État, de sorte que seuls des orthodoxes pouvaient être considérés comme citoyens : les musulmans, avdétis, romaniotes et séfarades étaient sujets et protégés de l'Empire ottoman, suzerain des hospodars moldaves et valaques ; les catholiques, protestants et ashkénazes étaient sujets et protégés de l'Empire des Habsbourg ou des États d'Europe centrale et occidentale dont ils étaient originaires. Certaines fonctions, droits, et devoirs, comme servir l'État, accomplir le service militaire, acquérir des terres et ouvrir des entreprises, étaient réservées aux citoyens orthodoxes. Cette situation, qui retarda la naturalisation des minorités non-orthodoxes jusqu'au début du XXe siècle, était un héritage de l'histoire roumaine : tributaires d'une puissante théocratie musulmane, l'Empire ottoman, les deux principautés orthodoxes devaient à la fois sauvegarder leur autonomie interne et néanmoins se situer dans le dar el ahd (« maison du pacte », en arabe : دار العهد), qui les préservait de l'annexion turque. D'où la très grande influence de l'Église orthodoxe, facteur identitaire et religion d'État enseignée dans les écoles publiques jusqu'en 1947 : à titre d'exemple, la carrière du métropolite Miron Cristea, élu primat de Roumanie en 1919, initié franc-maçon en 1922, sacré Patriarche de l'Église orthodoxe roumaine le 1er novembre 1925, élu sénateur en 1926, et enfin devenu Régent de 1927 à 1930, c'est-à-dire chef de l'État en pratique, le roi Carol II devant renoncer au trône et s'exiler en raison des trop nombreux scandales financiers et de mœurs où il était impliqué.
Sous la dictature communiste, officiellement séculière et athée, l'église orthodoxe dut se faire plus discrète, mais ne perdit pas son influence ; son clergé était payé par l'État et devait informer la police politique communiste de la vie des paroisses (un dicton populaire disait « Si tu veux dénoncer quelqu'un sans te dévoiler comme délateur, va te confesser à l'église ») ; les communistes eux-mêmes faisaient baptiser leurs enfants, se mariaient à l'église et administrer l'extrême-onction. Elle profita des confiscations du régime aux dépens d'autres églises (le décret no 358 du 1er décembre 1948 mit hors la loi l’Église grecque-catholique roumaine dont les biens furent attribués à l'Église orthodoxe) car les religions minoritaires étaient persécutées, soit parce qu'elles avaient des attaches dans les pays « impérialistes » (cas des obédiences catholiques, protestantes, israélites et musulmanes), soit parce qu'elles se positionnaient en objecteurs de conscience (cas des Lipovènes, des Adventistes et des Témoins de Jéhovah entre autres).
Toutefois, sous la présidence de Nicolae Ceaușescu, de nombreuses églises orthodoxes sont démolies ou déplacées dans le cadre de la politique de « systématisation du territoire », le Patriarcat de Roumanie n'en restant pas moins un pilier du régime, au point qu'un autre dicton satirique de l'époque rapportait ce dialogue fictif entre le patriarche Iustinian Marina et Ceaușescu : « - Hier, dit le premier, Dieu m'est apparu et m'a dit qu'aucune Église n'est plus humble et plus obéissante que la nôtre. - Tu as du trop boire et rêver, répond le second, car hier j'étais en province ».
En outre, la disparition des minorités allemandes (dont les Allemands du Banat, ceux du Bougeac, de Transylvanie et de Bucovine) qui ont subi la déportation des Allemands de Roumanie pendant et après la Seconde Guerre mondiale dans le cadre de l'expulsion des Allemands d'Europe de l'Est, puis l'émigration à la suite de l'ouverture du rideau de fer, a effacé du paysage religieux des centaines de paroisses catholiques romaines et protestantes.
Après la chute du régime communiste en 1989, la nouvelle constitution de la Roumanie confirme le caractère laïc de l'État, mais maintient la rémunération des clergés (étendue à tous les cultes officiellement enregistrés). Forte en 2011 de 16 307 004 fidèles, de 14 513 clercs plus environ 8 000 moines et religieuses d'après le recensement de 2011, créatrice de plus de 20 000 emplois, l'Église orthodoxe roumaine est la seconde église orthodoxe dans le monde après l'Église orthodoxe russe, par le nombre de ses fidèles et sa puissance médiatique, politique, culturelle, économique et financière : elle dispose de sa propre chaîne de télévision Ortodox TV, de plusieurs maisons d'édition, de 90 % du temps d'enseignement des religions dans le cursus des écoles publiques, de plusieurs facultés de théologie dont les diplômes sont valides comme degrés universitaires publics, et c'est aussi un très important propriétaire foncier et immobilier (qui n'a jamais restitué les biens confisqués à l’Église grecque-catholique).

#### Christianisme orthodoxe
Le détournement en 1204 de la quatrième croisade, le sac de Constantinople par les croisés et la constitution de patriarcats latins sur le territoire des patriarcats grecs consomment la rupture, forçant bon nombre d’évêques orthodoxes à l’exil et soumettant durablement des populations orthodoxes au pouvoir des seigneurs francs et de l’Église catholique romaine, dite latine. Ces événements déconsidèrent l’Église catholique romaine aux yeux des populations orthodoxes, mais aussi les Églises orthodoxes aux yeux des populations catholiques, dont les lettrés écrivent par la suite l’histoire de manière à rejeter sur l’Orient seul la responsabilité du schisme.
Orthodoxie roumaine.
Les églises orthodoxes des actuelles Roumanie et Moldavie se trouvaient dans l'obédience du Patriarcat œcuménique de Constantinople de 1018 à 1389 et de 1459 à 1865, et dans celle du Patriarcat de Peć entre 1389 et 1459 : elles étaient organisées en métropoles « de Suceava et de toute la Moldavie », et de l'« Hongro-Valachie » qui se partageaient aussi les orthodoxes transylvains jusqu'à ce que ces derniers soient constitués en 1533 en une métropole « d'Alba Iulia et de toute la Transylvanie ». En 1812, la Moldavie orientale-Bessarabie passe sous contrôle russe, et l'église orthodoxe de cette région sous contrôle du patriarcat de Moscou (ce qui fut reconnu par Constantinople en 1852).
L'Église orthodoxe roumaine se déclare autocéphale en 1865 et est reconnue comme telle par Constantinople en 1885. Parmi ses fidèles, 96,46 % se sont déclarés de langue roumaine. Outre la majorité des Roumains (93,67 % d'entre eux), elle regroupe en Roumanie la plupart des Macédoniens (96,60 % d'entre eux), des Grecs (93,78 % d'entre eux), des Roms (76,36 %), des Ukrainiens (76,88 %) et des Arméniens (71,57 %) ainsi qu'une minorité des Serbes (33,23 %), des Bulgares (28,34 %) et des Lipovènes (33,23 %). Elle compte aussi quatre éparchies en Moldavie, pays dont elle partage la juridiction avec le Patriarcat de Moscou.
Depuis l'ouverture du rideau de fer et l'effondrement du régime communiste de Roumanie, les religions du pays retrouvent leur liberté de religion et l'église orthodoxe roumaine (mais pas l'église catholique grecque) retrouve ses propriétés foncières. Pour affirmer sa puissance (elle est, par le nombre de fidèles, la deuxième Église orthodoxe après l'Église russe), elle fait construire à Bucarest, depuis 2011, une immense « Cathédrale du salut de la nation roumaine » juste à côté du « Palais du Peuple », le plus récent et le plus gigantesque de tous les palais staliniens, voulu par Nicolae Ceaușescu, le dernier président communiste.
Autres Églises orthodoxes.
Les autres orthodoxes des minorités nationales de Roumanie se rattachent à leurs propres églises nationales implantées en Roumanie, de même qu'inversement, l'Église orthodoxe roumaine a des éparchies pour les Roumains vivant hors des frontières de la Roumanie.
Une majorité des Arméniens de Roumanie (84,42 %) appartient à l'Église apostolique arménienne, de tradition monophysite comme toutes les Églises des trois conciles ; une minorité s'affilie à l'Église catholique arménienne.
D'autres orthodoxes, d'ancien rituel (« vieux-ritualistes », en russe Raskolniki ou Pravoslavniki), sont les « Lipovènes », venus de Russie à la fin du XVIIe siècle, lorsque cette dernière s'est « pervertie » à leurs yeux en adoptant les réformes religieuses initiées par le tsar Pierre le Grand. Leur surnom vient de Filip Pustoviat de Kostroma, l'un de leurs fondateurs, qui leur a valu jadis le surnom de « Filipoviens » (Filipoveni). Les Lipovènes vivent surtout en Bucovine (Moldavie du Nord) et en Dobroudja du Nord dans le delta du Danube.

#### Christianisme catholique
La grande majorité des catholiques romains de Roumanie se concentre en Transylvanie, en particulier dans les județe de Hargita et de Covasna, qui regroupent respectivement 23,04 % et 8,47 % des catholiques, dans les régions limitrophes de la Hongrie, ainsi que dans certains județe de Moldavie tels que Bacău (11,08 %), Neamț (5,21 %) et Iași (4,05 %).
Rite latin.
Historiquement, la plupart des fidèles de l'Église romano-catholique de Roumanie sont hongrois ou allemands. Selon le recensement de 2011, parmi les 870 774 citoyens roumains se déclarant catholiques de rite romain, 57,47 % sont hongrois, 34,14 % sont roumains, 2,45 % sont allemands et 2,39 % sont roms.
L'Archidiocèse d'Alba Iulia, établi en 1991, est le plus récent avatar du diocèse d'Alba Iulia ou « diocèse de Transylvanie » (Erdély en hongrois, Siebenbürgen/Karlsburg en allemand) créé en 1009, et dont l'histoire est à éclipses.
Le catholicisme romain est la religion de 97,69 % des Croates de Roumanie, de 91,03 % des Polonais de Roumanie, 76,52 % des Italiens, de 68,62 % des Csángós, de 67,75 % des Slovaques, de 65,98 % des Bulgares, de 59,16 % des Allemands et de 40,7 % des Hongrois. Seulement 1,77 % des Roumains et 3,35 % des Roms se déclarent aussi catholiques romains.
Rite grec.
L'Église grecque-catholique roumaine naît en 1697, du ralliement d'une partie des orthodoxes roumains à la papauté, afin de s'émanciper des Hongrois, et avec le soutien des Autrichiens. Par le synode d'Alba Iulia (1698), ils entrent théologiquement dans le catholicisme, tout en gardant canoniquement leur propre organisation, dont le droit d'ordonner des hommes mariés, et leur liturgie de rite byzantin. Pendant le régime communiste de Roumanie, l'Église grecque-catholique roumaine est interdite, ses clercs et ses fidèles persécutés, et toutes ses propritétés confisquées et confiées à l'Église orthodoxe roumaine (qui depuis la fin du régime communiste refuse de les rendre).
Lors du recensement de 2011, 150 593 citoyens roumains se déclarent de confession gréco-catholique, dont une majorité de Roumains (82,72 %), ainsi que 10,72 % de Hongrois et 4,32 % de Roms.
Aucun groupe ethnique du pays n'est majoritairement de confession gréco-catholique, les groupes ethniques au sein desquels le pourcentage de gréco-catholiques est le plus élevé étant les Italiens (6,24 %), les Allemands (2,38 %), les Ukrainiens (2,36 %), les Grecs (1,39 %) et les Hongrois (1,32 %). Au sein des populations roumaines et roms, les gréco-catholiques représentent respectivement 0,74 % et 1,05 %.

#### Christianisme protestant
L'Église hussite initiée par Jan Hus (1372-1415) a diffusé ses idées dans le clergé roumain de Transylvanie, qui tentait de préserver ou réclamait le rétablissement des franchises roumaines, notamment pendant les révoltes transylvaines de Bobâlna et de Dózsa György / Gheorghe Doja. Une fois la Réforme protestante implantée, l'Édit transylvain de tolérance de 1565 est à l'origine des premiers textes religieux imprimés en roumain en 1570 et 1573. La moitié des Sicules de Transylvanie et un tiers des Saxons de Transylvanie sont calvinistes ; un autre tiers des Saxons est luthérien.
La plupart des formes minoritaires du protestantisme (depuis 1500) sont également présentes en Roumanie :
- Unitarisme, Antitrinitarisme (~1530), Socinianisme (~1550) ;
- Restaurationnisme (qui considère les autres formes de christianisme comme une grande apostasie) ;
- Évangélismes ou « christianismes évangéliques », églises émergentes de théologie évangélique :
  - Adventisme : Christadelphisme (vers 1850), Église de Dieu (Septième Jour) (1858), Église adventiste du septième jour (1863) ;
  - Baptisme (1609), dont l'Alliance baptiste mondiale (1905) ;
  - Mormonisme (1830) et Mouvements issus du mormonisme (1844) ;
  - Témoins de Jéhovah (1870) ;
  - Pentecôtisme, première vague (1906) ;
  - Mouvement charismatique évangélique, seconde vague (1960) ;
  - Mouvement néo-charismatique, troisième vague (1980) ;
  - Christianisme non confessionnel, dont les méga-églises ayant beaucoup de succès auprès des Roms de Roumanie.

Le protestantisme roumain actuel compte principalement l'Église réformée de Roumanie et les luthériens, mais aussi un nombre croissant de pentecôtistes, baptistes, unitariens, méthodistes, témoins de Jéhovah, adventistes et évangéliques soit entre 5 et 7 % de la population.

### Islam
La communauté musulmane rassemble en 2011 environ 64 000 personnes, principalement turques et tatares, vivant essentiellement en Dobrogea qui fit jadis partie de l'Empire ottoman auquel les principautés roumaines (1330-1859) versaient un tribut. Les Tatars sont arrivés lors des invasions mongoles et tatares (1241), qui ont disputé la suzeraineté des duchés roumains à la Galicie ukrainienne, à la Hongrie et à la Bulgarie. Les Turcs, eux, sont là depuis la conquête ottomane de la Dobrogée (1421) et du littoral moldave (1484).
Ces communautés étaient socialement et économiquement dominantes, de sorte qu'aux yeux des musulmans, la Roumanie fait partie du Dar el Ahd (« maison du pacte », en arabe : دار العهد), terme décrivant une relation pacifique avec eux. Toutefois, la vassalité envers la « Sublime Porte » ne fait pas de la Valachie et de la Moldavie des provinces turques. Les deux principautés restent des États chrétiens pourvus de leurs propres lois, leurs propres assemblées (Sfat), leurs voïvodes, ambassadeurs, armées, politiques.
Les Turcs et les Tatars de Roumanie représentent respectivement 41,82 % et 31,18 % des musulmans roumains, tandis que 9,76 % sont des Roumains ethniques, 5,22 % des Roms et 12,02 % sont issus de l'immigration estudiantine ou économique provenant du Moyen-Orient et du sous-continent indien. Les musulmans de Roumanie sont en majorité de tradition hanafite.

### Judaïsme
Le judaïsme a une histoire plus que bimillénaire sur l'actuel territoire de la Roumanie, mais la confession commence à jouer un rôle significatif tant du point de vue démographique que du point de vue économique ou culturel, seulement à partir du XIXe siècle, avec l'arrivée des Ashkénazes.
Des traces archéologiques et paléographiques de judaïsme romaniote ont été trouvées à Tomis, en Scythie mineure : stèles, ruines de synagogues. Ces communautés romaniotes, de langue yévanique et suivant le Talmud de Jérusalem, sont également présentes dans les comptoirs génois de la Mer Noire et du bas-Danube : San Giorgio, Barilla, Caladda, Licovrissi, Licostomo, Montecastro et Polychronia en Moldavie, Eraclea aujourd'hui ruinée et Constanța, comme le signale le Codex Latinus Parisinus de 1395,. Des communautés romaniotes subsistent à Constanța jusqu’au milieu du XXe siècle.
Au Moyen Âge, de nouvelles populations hébraïques arrivent en plusieurs étapes dans les principautés roumaines de Moldavie et Valachie, ainsi qu’en Transylvanie. Ainsi, au XIVe siècle s’y sont installés des Juifs ashkénazim (« allemands ») parlant yiddish, venus d’Europe centrale. Par la suite, alors que les principautés roumaines étaient sous suzeraineté ottomane, s’y sont établis les Juifs séfardim (« espagnols ») de langue évréohispanique et de liturgie ladino, arrivant d’Anatolie mais venus de la péninsule Ibérique, d’où ils avaient fui les persécutions de l’Inquisition catholique.
En octobre 1855, paraît à Iaşi « Korot ha-'itim », le premier journal yiddish de Roumanie, publié deux fois par semaine jusqu'en 1871. Le journal bilingue « Gazeta româno-evreiască » (La « Gazette roumano-hébraïque ») publié en 1859 et édité par Marcu Feldman-Câmpeanu, défend l'émancipation, la laïcisation et la modernisation du système éducatif juif.
La principauté de Roumanie (1859-1881) accorde l'égalité des droits, réclamée en 1848, mais rencontre une forte opposition, d'abord parlementaire : un incendie de synagogue et des profanations de cimetières juifs ont lieu en 1867.
En 1876, le premier théâtre yiddish est fondé à Iaşi par Abraham Goldfaden, et des représentations théâtrales en yiddish sont également données, pour la première fois, à Bucarest.
L'indépendance de 1878 règle certains problèmes, mais une ségrégation de fait demeure, pas tant envers les dreptari (« ayants droit ») pour la plupart romaniotes et séfarades déjà installés avant le XIXe siècle et parlant roumain, que surtout envers les ashkénazes venus de Galicie et de Russie dans le courant du XIXe siècle, parlant yiddish ou russe.
Sur le plan religieux, d'importantes communautés hassidiques de la mouvance Loubavitch se développèrent en Moldavie. Sur le plan politique, le Bund socialiste et le sionisme nationaliste, opposés l'un à l'autre, se partagent la communauté, tandis que les antisémites créent en 1895 une « alliance antisémite » (Alianța Antisemită), précurseur de tous les mouvements antisémites ultérieurs, dont le plus (sinistrement) connu est la Garde de fer.
Chronologie du judaïsme à partir du XXe siècle :
- 1900 : mouvement d'émigration ashkénaze depuis la Moldavie, qui s'inscrit dans l'émigration juive européenne vers l'Amérique ;
- 1907 : grand soulèvement paysan de la faim, qui, en raison du rôle des « arendaches », dont certains étaient juifs comme Moïse Fischer en Moldavie[47], donne du « grain à moudre » aux antisémites[48] ;
- La dictature carliste (1938-1940) réprime la Garde de fer (1927-1941) mais est vaincue et remplacée par l'État national-légionnaire (1940-1941) ; les deux mouvements, influencés par le fascisme clérical, mènent une politique xénophobe antisémite (roumanisation de l'économie, numerus clausus dans les universités et la fonction publique), promulguent des lois raciales, dénaturalisent, exproprient, détruisent des synagogues (Coup d'État de la Légion et pogrom de Bucarest en janvier 1941) ;
- Pendant la Seconde Guerre mondiale, le régime Antonescu (1941-1944), qui participe à l'opération Barbarossa, réprime à son tour la Garde de fer à laquelle il s'était brièvement allié en 1940, mais se livre à des crimes contre l'humanité contre les juifs (il procède au pogrom de Iași, aux Massacres d'Odessa (1941), puis organise sa propre Shoah 300 000 victimes environ) ; moyennant finances il laisse des juifs émigrer vers la Turquie (neutre, mais favorable à l'Allemagne nazie) au risque que les navires soient torpillés par les sous-marins soviétiques (tragédie du Struma en 1942 et du Mefküre en 1944). « Le pétrole et les Juifs sont nos meilleurs produits d'exportation », disait Ion Antonescu[49].

Selon le recensement officiel de 1930, la Roumanie était habitée par 756 930 Juifs dont environ 400 500 sont devenus hongrois ou soviétiques en 1940, tandis que 356 230 sont restés citoyens roumains. Durant la période communiste, les survivants de la Shoah sont d'abord émancipés de toutes les lois discriminatoires, et un certain nombre s'engage dans les rangs du parti communiste roumain, mais leur identité juive, jugée trop religieuse, doit s'effacer derrière l'identité communiste stalinienne, et de 1948 à 1951, environ 118 000 Juifs émigrent pour Israël, contre 8 000 lei par personne, somme fournie par Israël en plus d'autres compensations en investissements et crédits.
Au recensement de 1956, la nouvelle République populaire roumaine comptait 146 264 Juifs. En raison de l'antisémitisme et des dictatures successives, la Roumanie a ainsi connu une importante fuite des cerveaux : au recensement de 2011, seules 3 271 personnes se sont définies comme juives et 3 519 de confession juive, tandis que la diaspora juive roumaine, descendant des 450 000 personnes émigrées entre 1919 et 2002, compte plus d'un million de membres répartis entre Israël, les États-Unis et l'Europe occidentale.
- Communautés juives en Roumanie (en), communauté juive de Timisoara (de)
- Liste de synagogues en Roumanie (en)
- Liste de cimetières juifs en Roumanie (de)
- Liste de Roumains juifs (en) et personnalités juives d'origine roumaine
- Histoire des Juifs en Bucovine
- Histoire des Juifs en Bessarabie (en)
- Histoire des Juifs en Moldavie (en)
- Juifs roumains en Israël (en) (200 000..450 000)
- Musée juif de Bucarest
- Musique klezmer

### Nouveaux mouvements religieux
L'ésotérisme fut à la mode dans les milieux bourgeois et intellectuels entre 1870 et 1930, avec des personnages comme Matei Caragiale, Mircea Eliade, Bonifaciu Florescu, Bogdan Petriceicu-Hasdeu, Dumitru Karnobat, Haralamb Lecca, Alexandru Macedonski ou Sandu Tudor. Nae Ionescu en fit aussi un outil de succès universitaire et populaire.
Le zalmoxianisme est un courant reconstructionniste et néopaganiste, comme Ősmagyar Vallás chez les hongrois ou la Rodnovérie chez les slaves. Faisant du prophète Zalmoxis un dieu unique, le zalmoxianisme s'affirme comme une « religion dace » en réinterprétant la mythologie dace dans une perspective à la fois mystique, monothéiste et protochroniste. Un éphémère représentant de cette tendance fut l'association Gebeleizis (roumain : Societatea Gebeleizis, 2003-2004).
L'organisation néopaïenne New Pagan Dawn a tenté de fédérer ce courant. L'association Ropăgânismul (2018) a davantage de visibilité.

## Lieux de culte et hagiographies
Au Xe siècle, le site d'Alba Iulia abritait la plus ancienne basilique de style byzantin de Transylvanie, récemment découverte, alors dirigée par le pope Hiérothée.
- Liste des cathédrales de Roumanie
- Liste d'églises à Bucarest (en)
- Liste de monastères à Bucarest (en)
- Saints catholiques roumains (en)

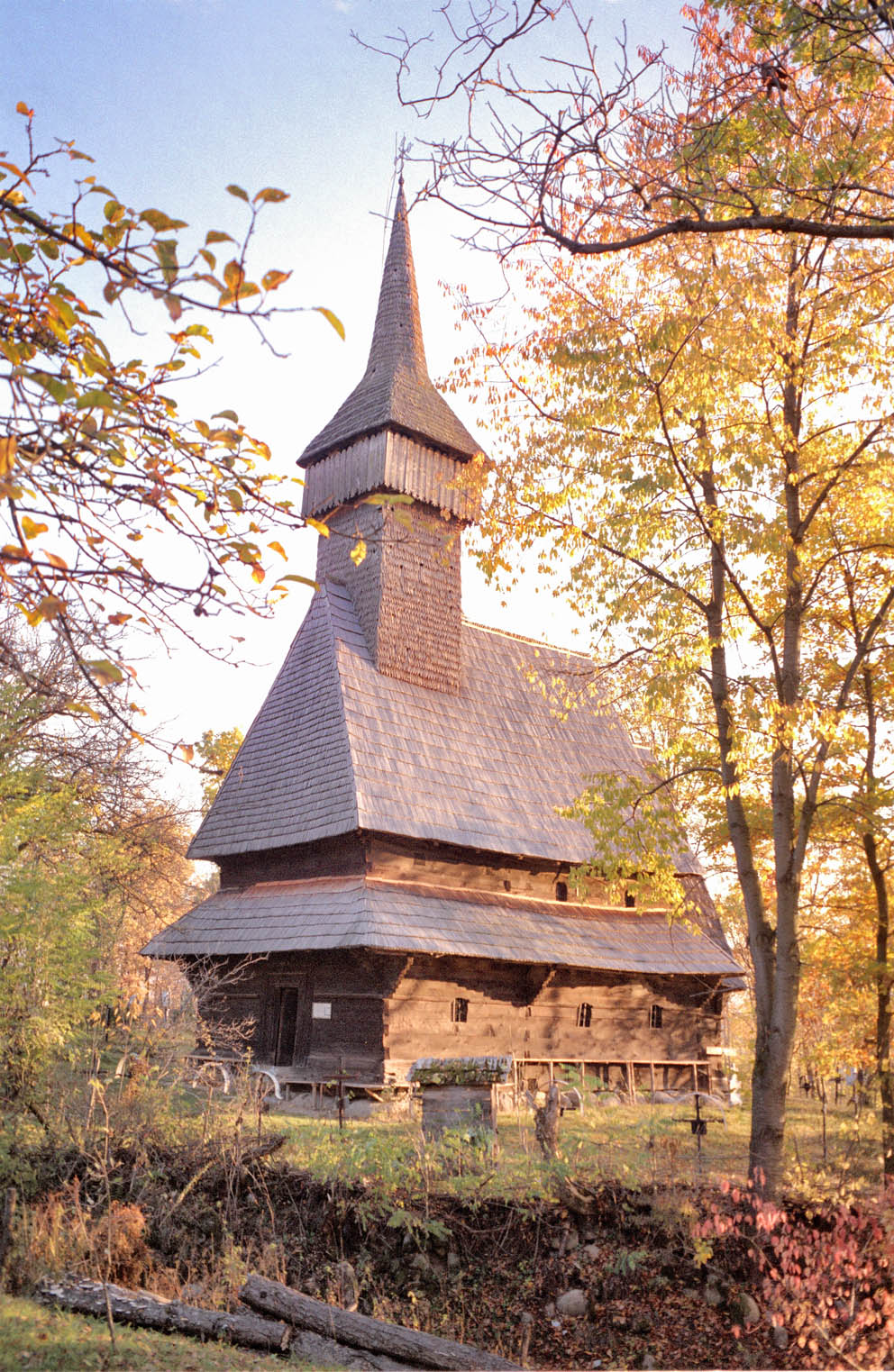
Églises en bois du Maramureș
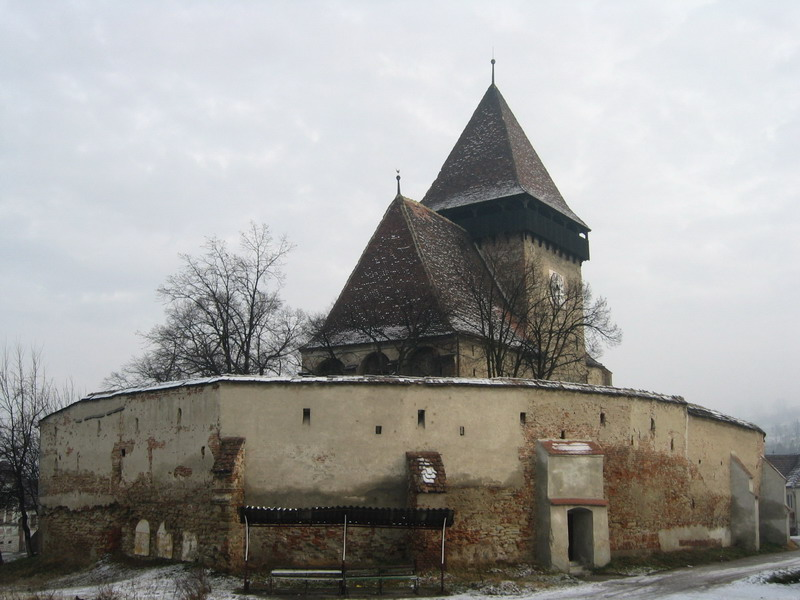
Églises fortifiées de Transylvanie
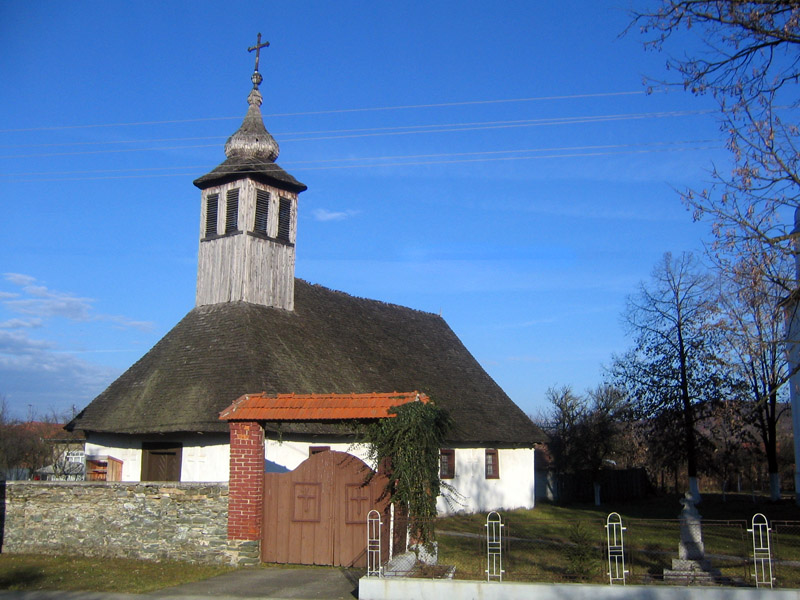
Églises byzantines et post-byzantines de Curtea de Argeș
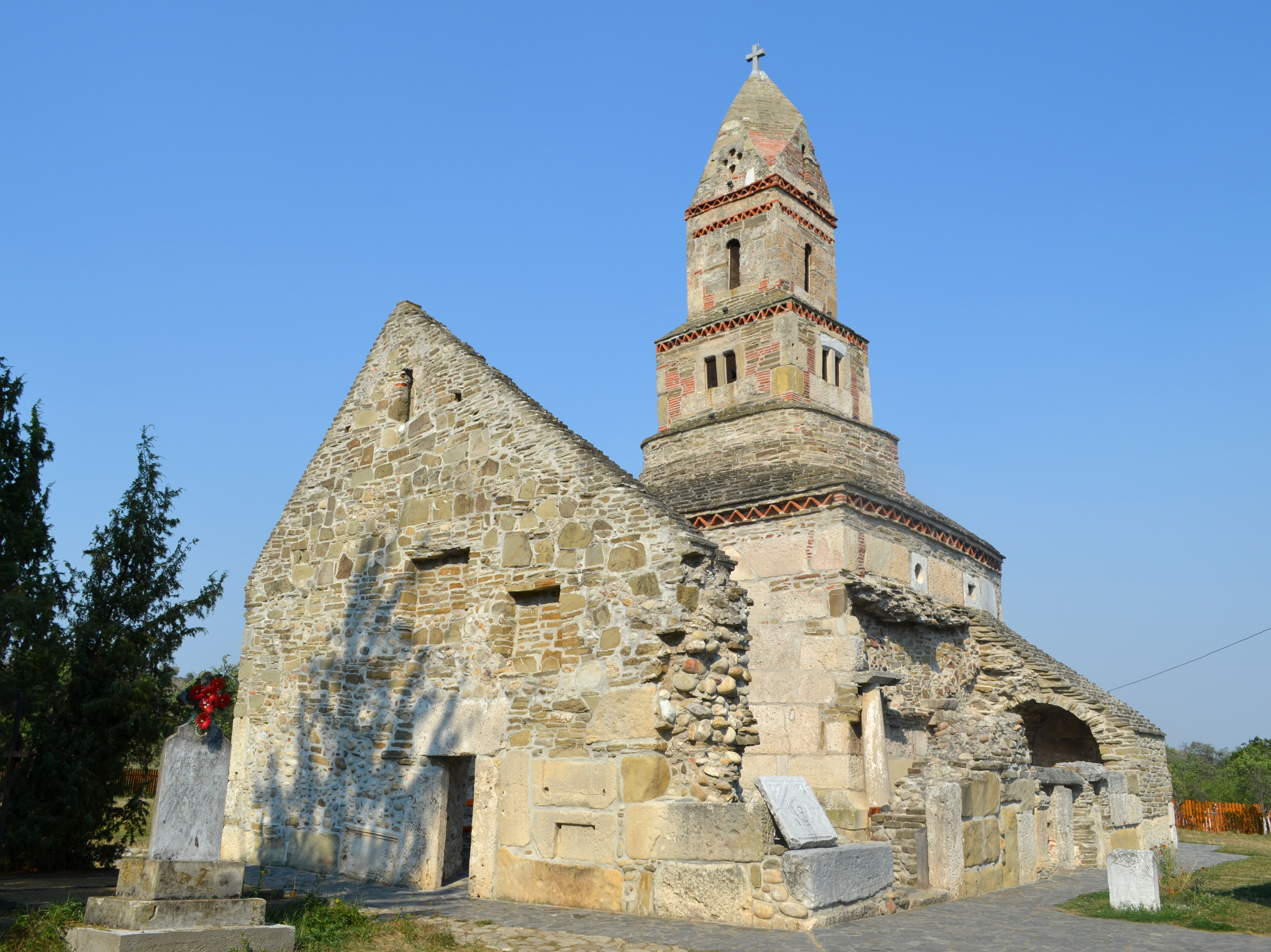
Église Saint-Nicolas de Densuș
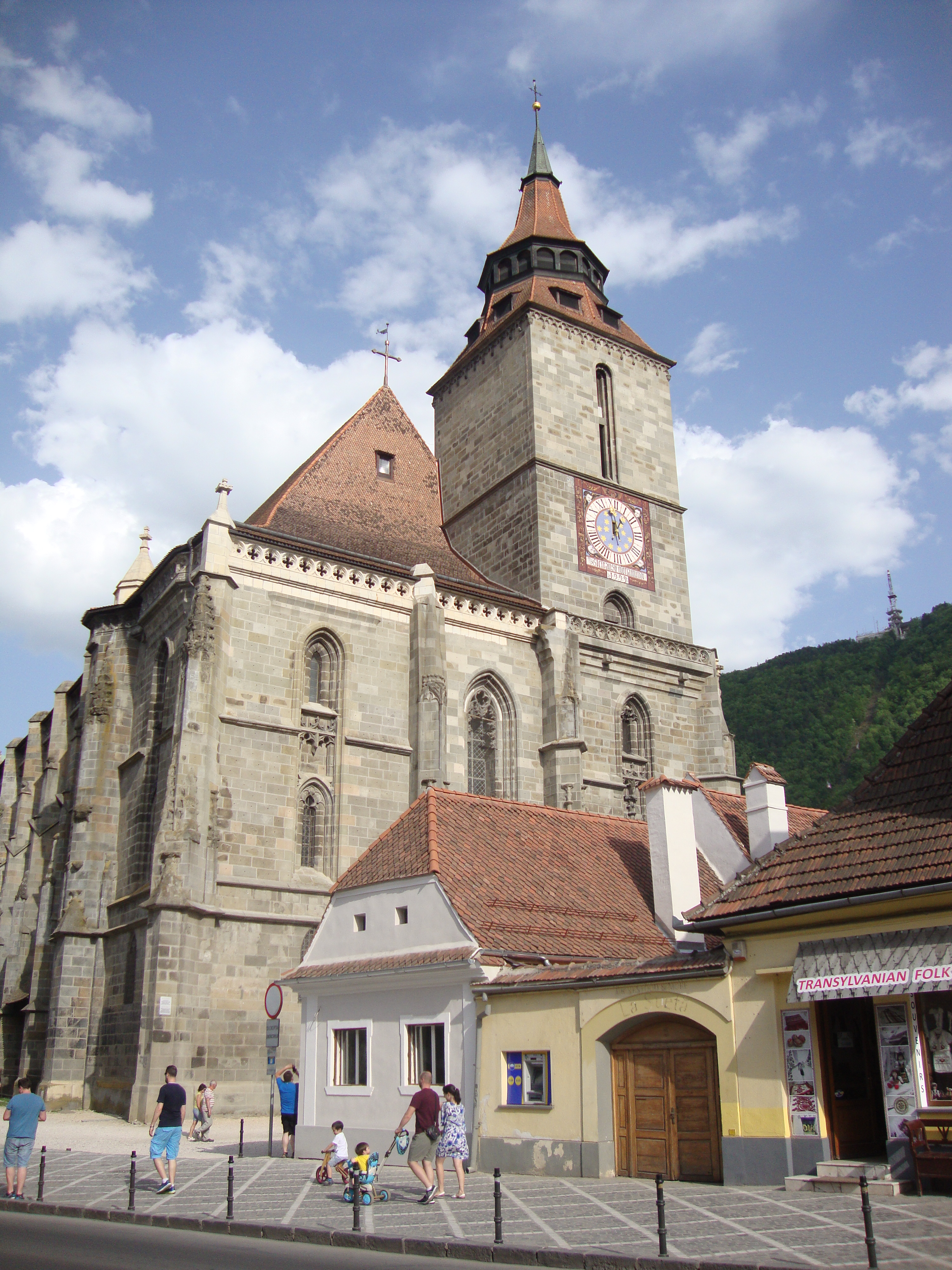
Église noire de Brașov
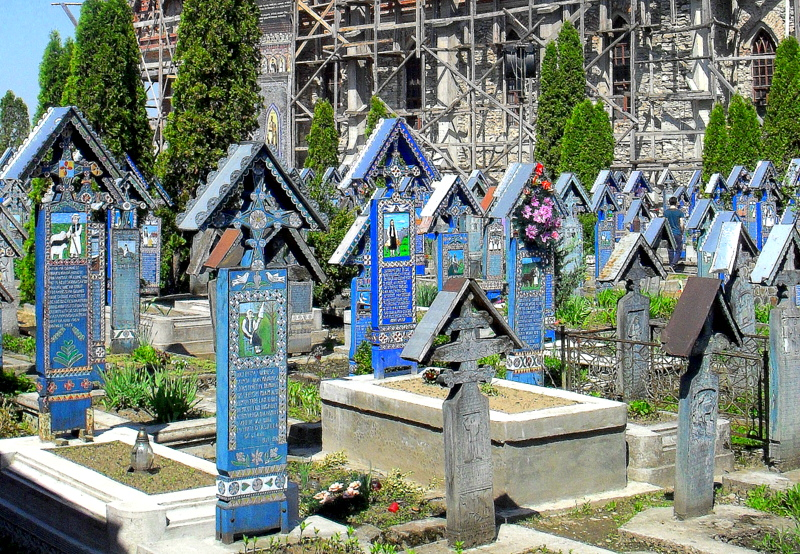
Cimetière joyeux de Săpânța
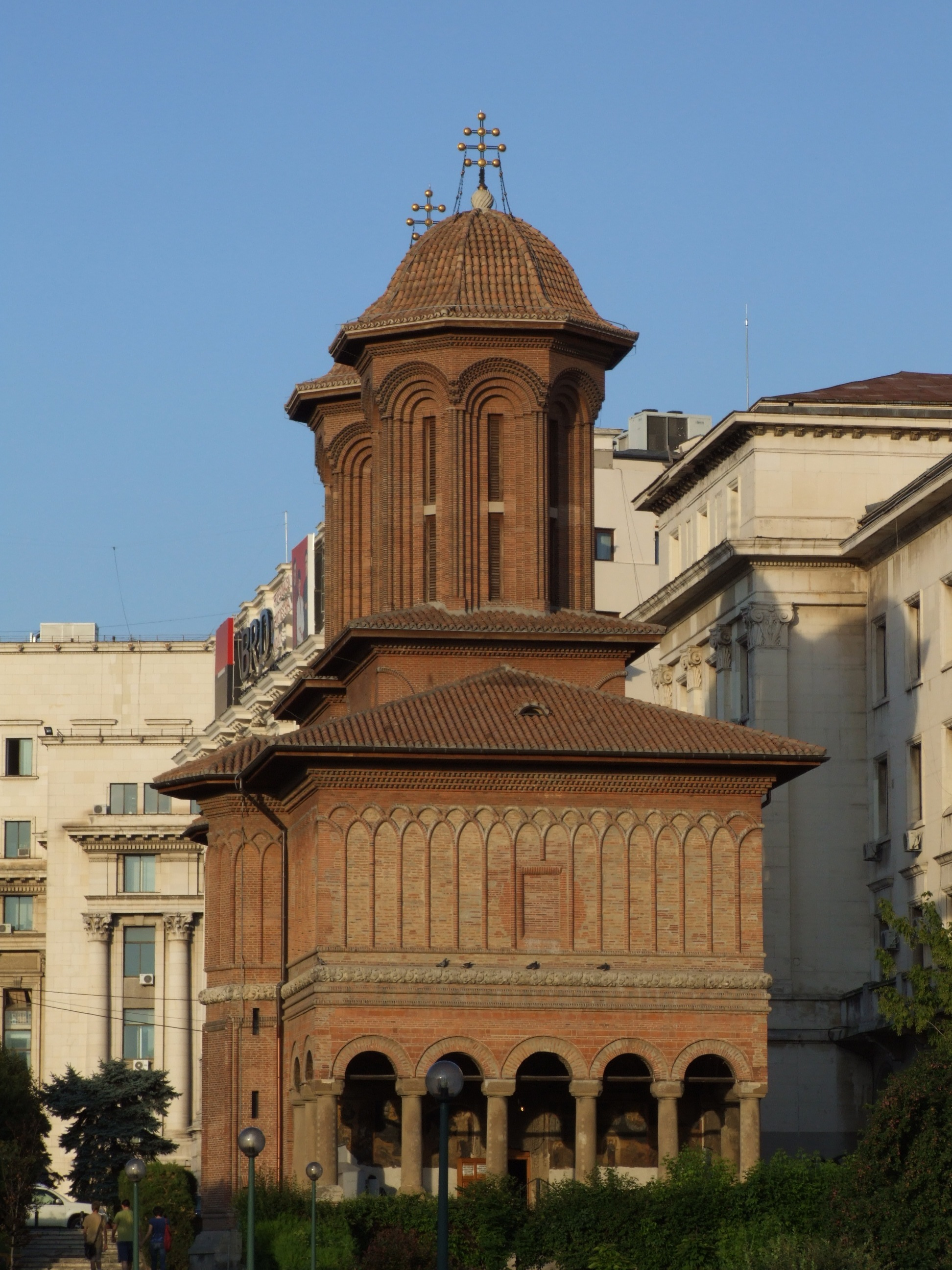
Église Crețulescu, Bucarest
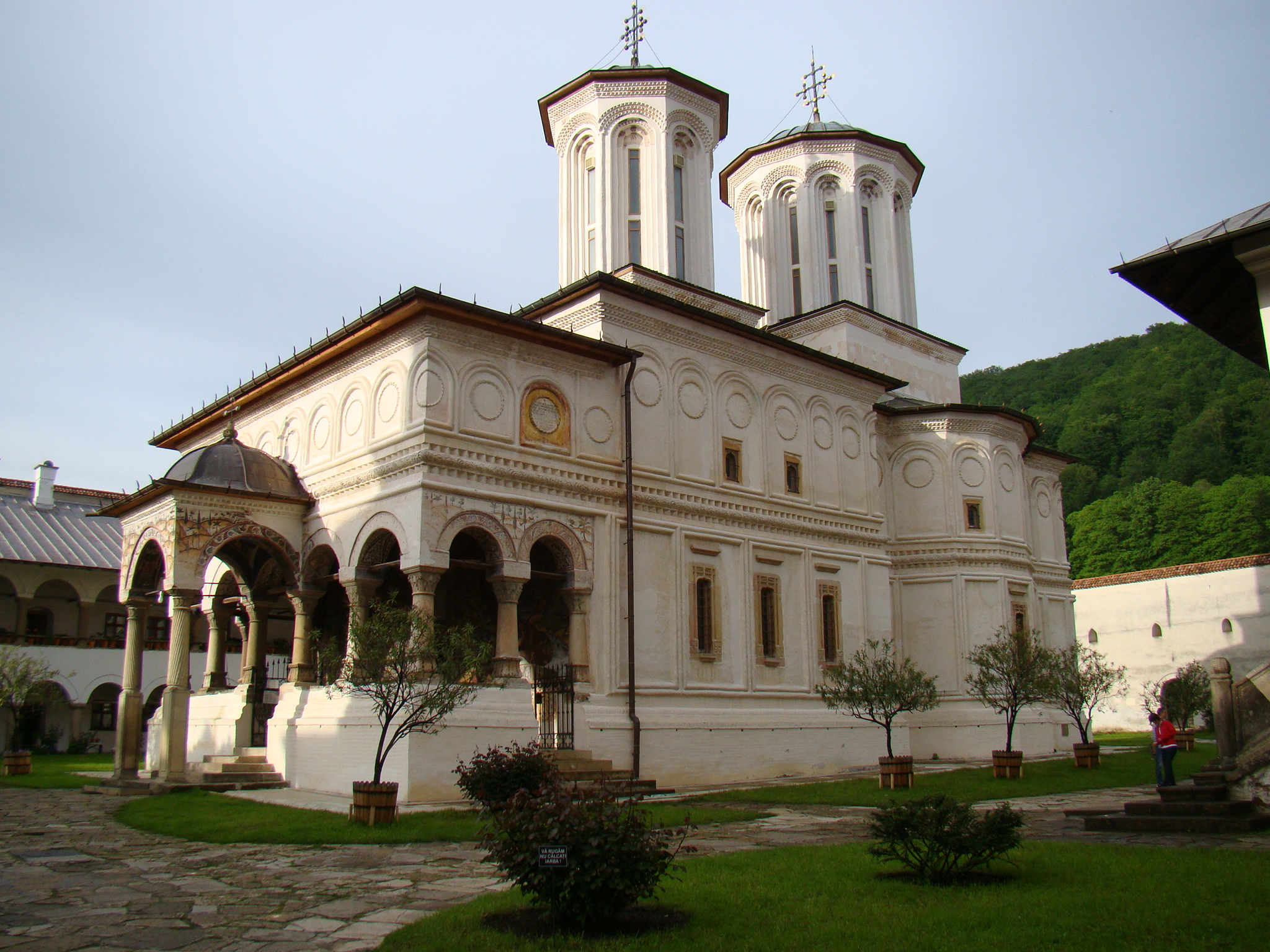
Monastère de Horezu
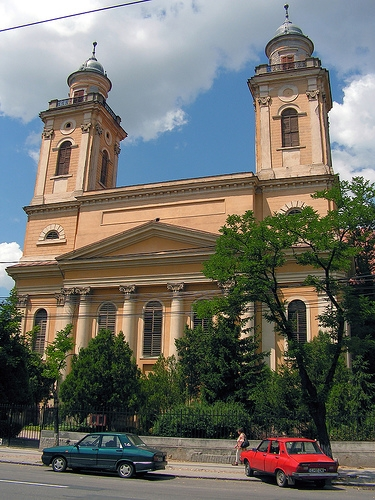
Temple réformé de Cluj
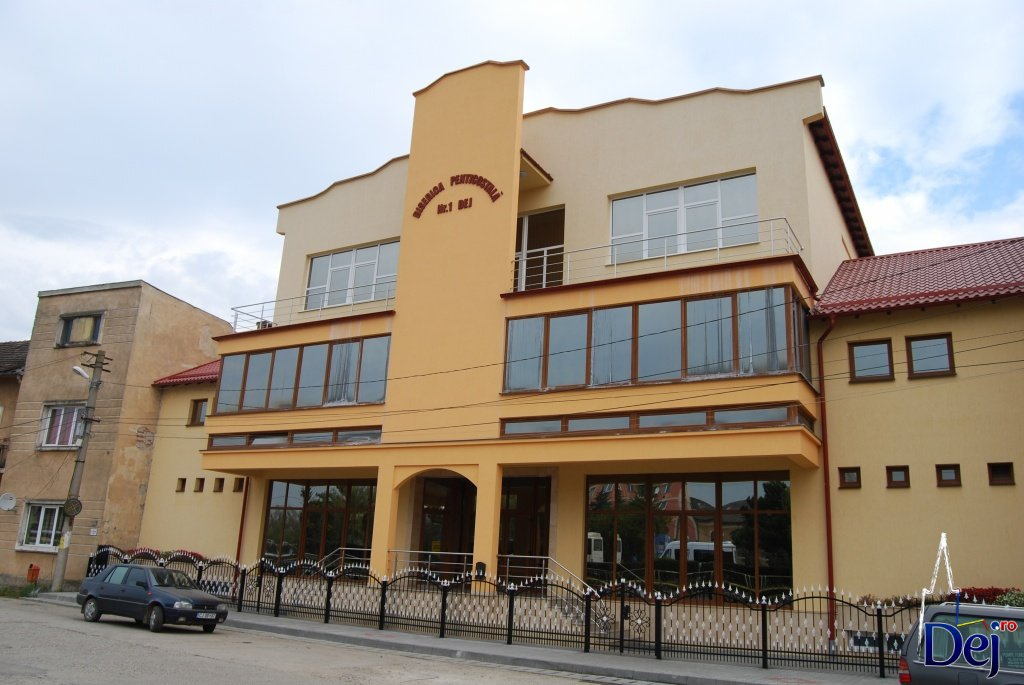
Temple pentecôtiste à Dej
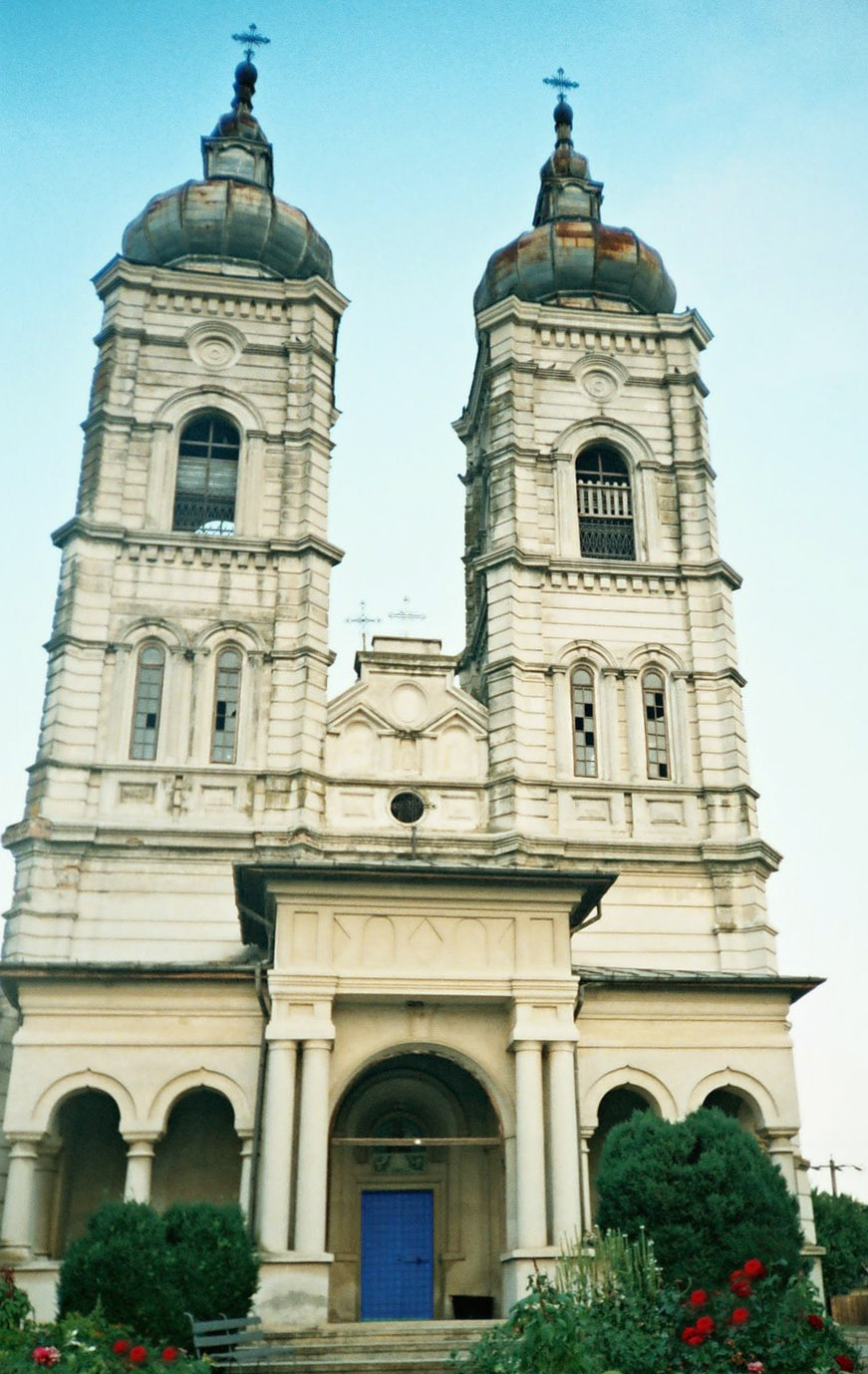
Église lipovène de Chilia Veche
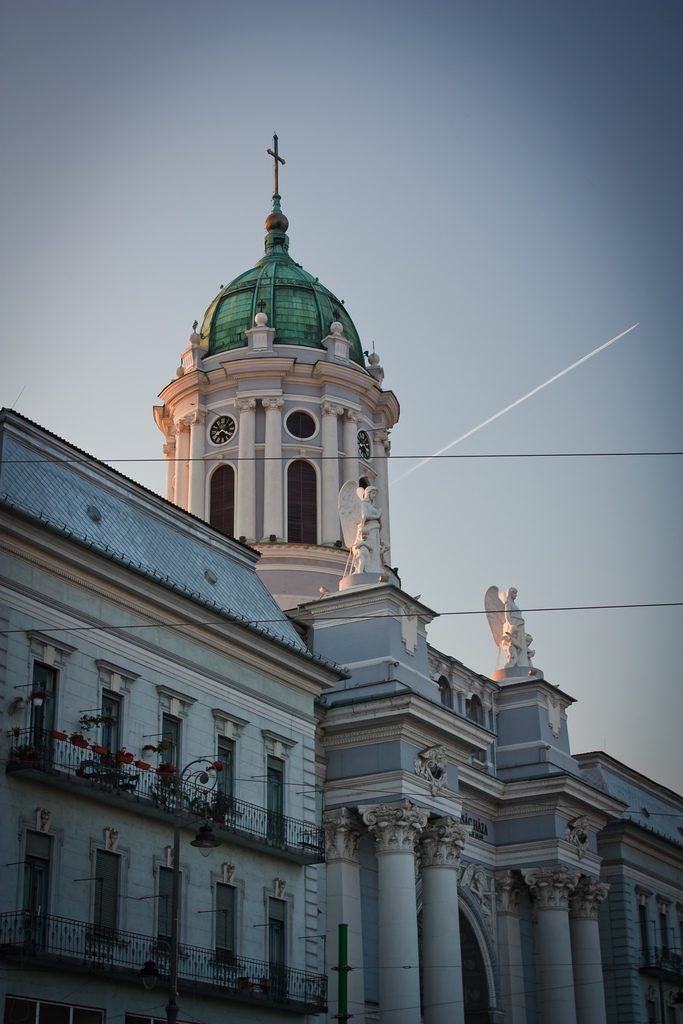
Cathédrale catholique St. Antoine de Padoue à Arad
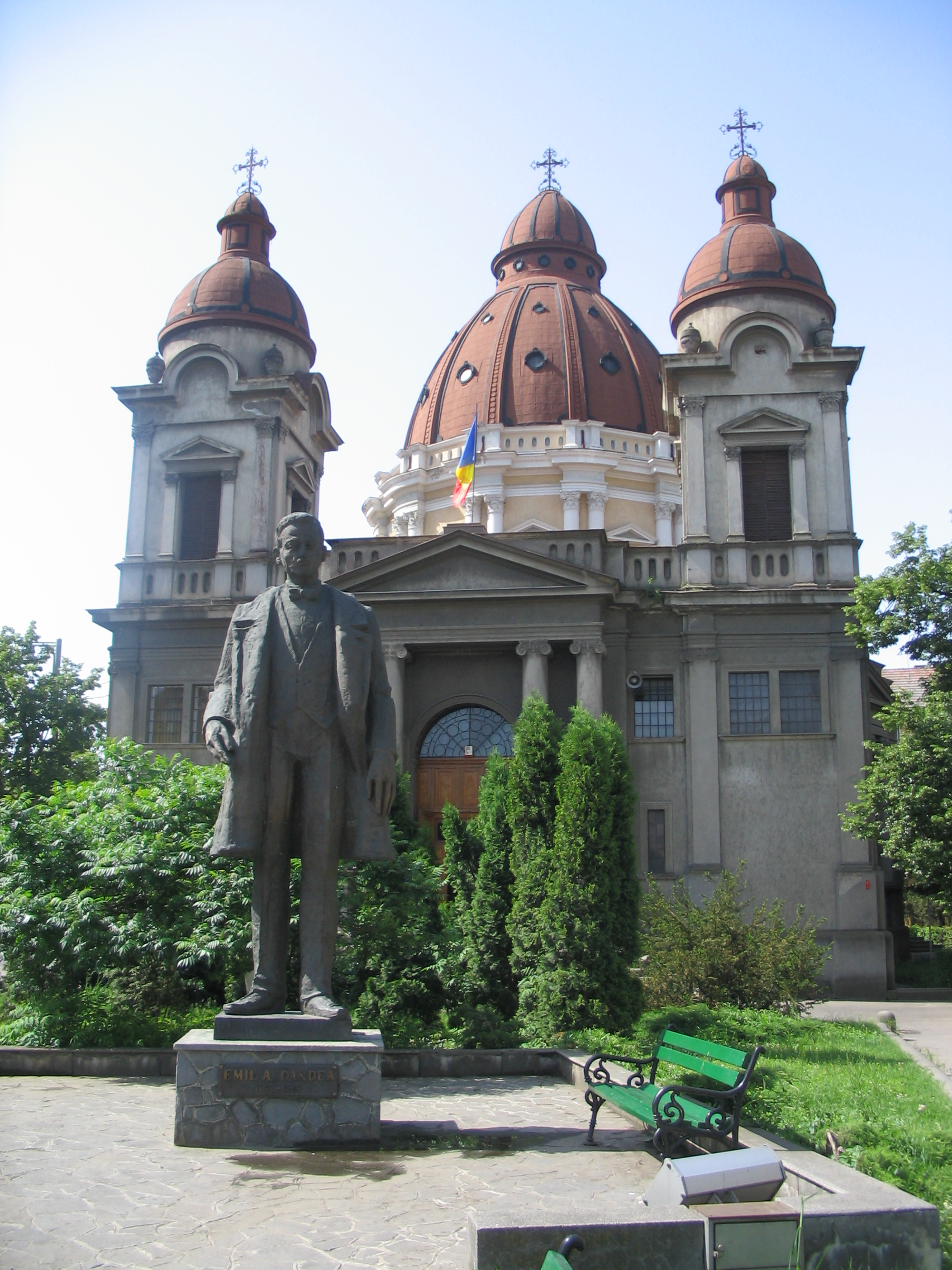
Cathédrale gréco-catholique de Târgu Mureș
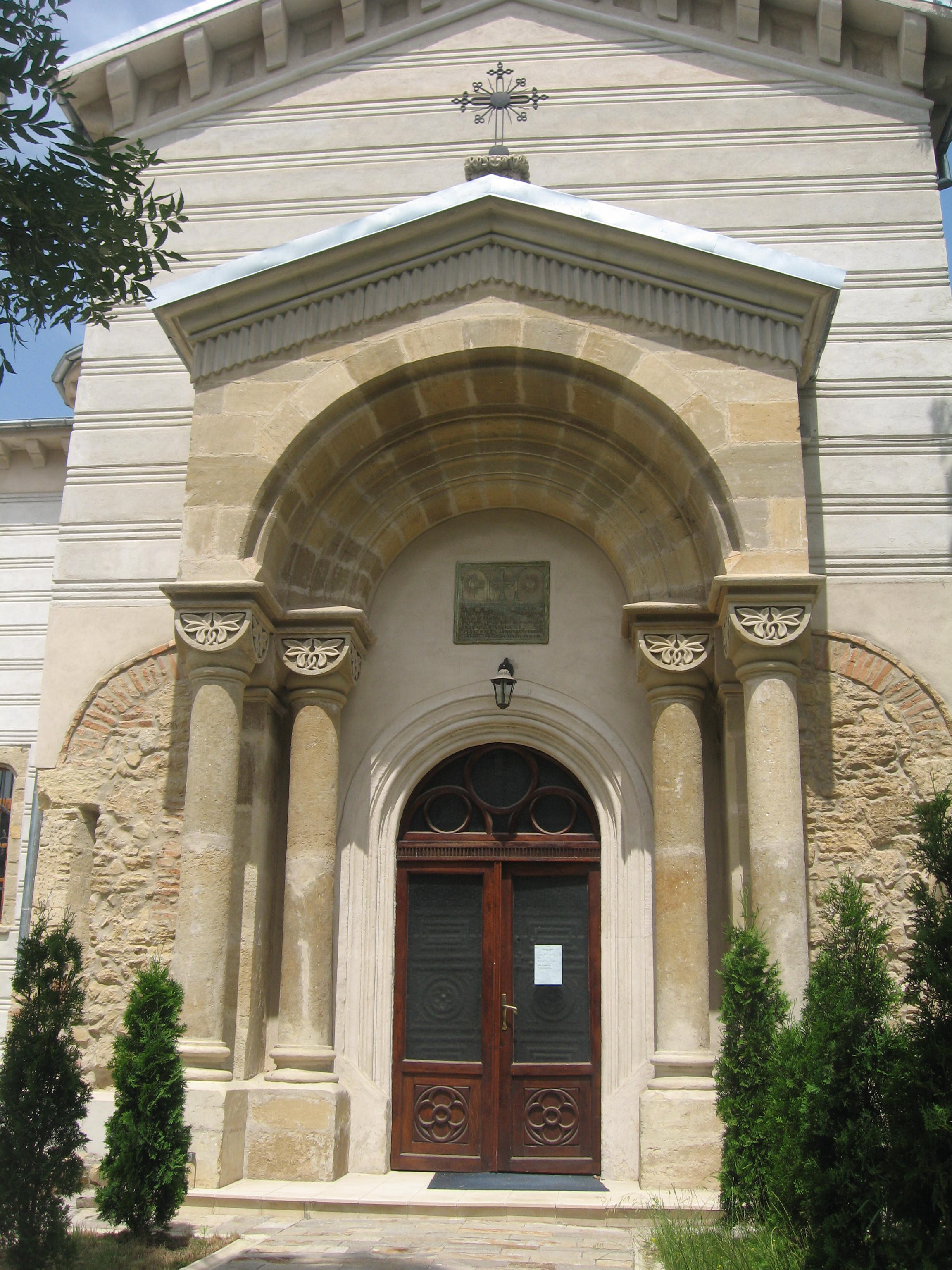
Église arménienne de Iași
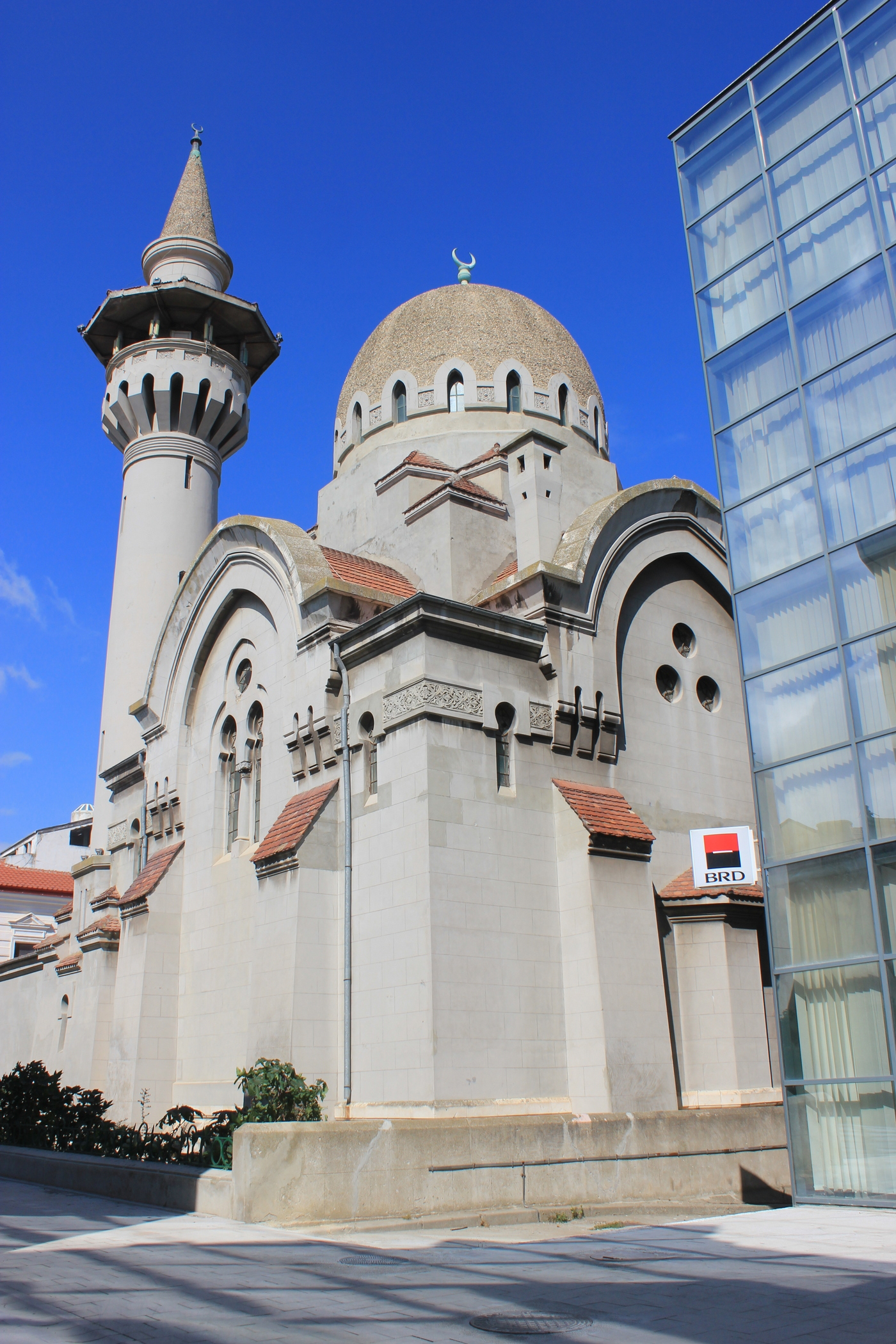
Mosquée élevée par Carol I à Constanța
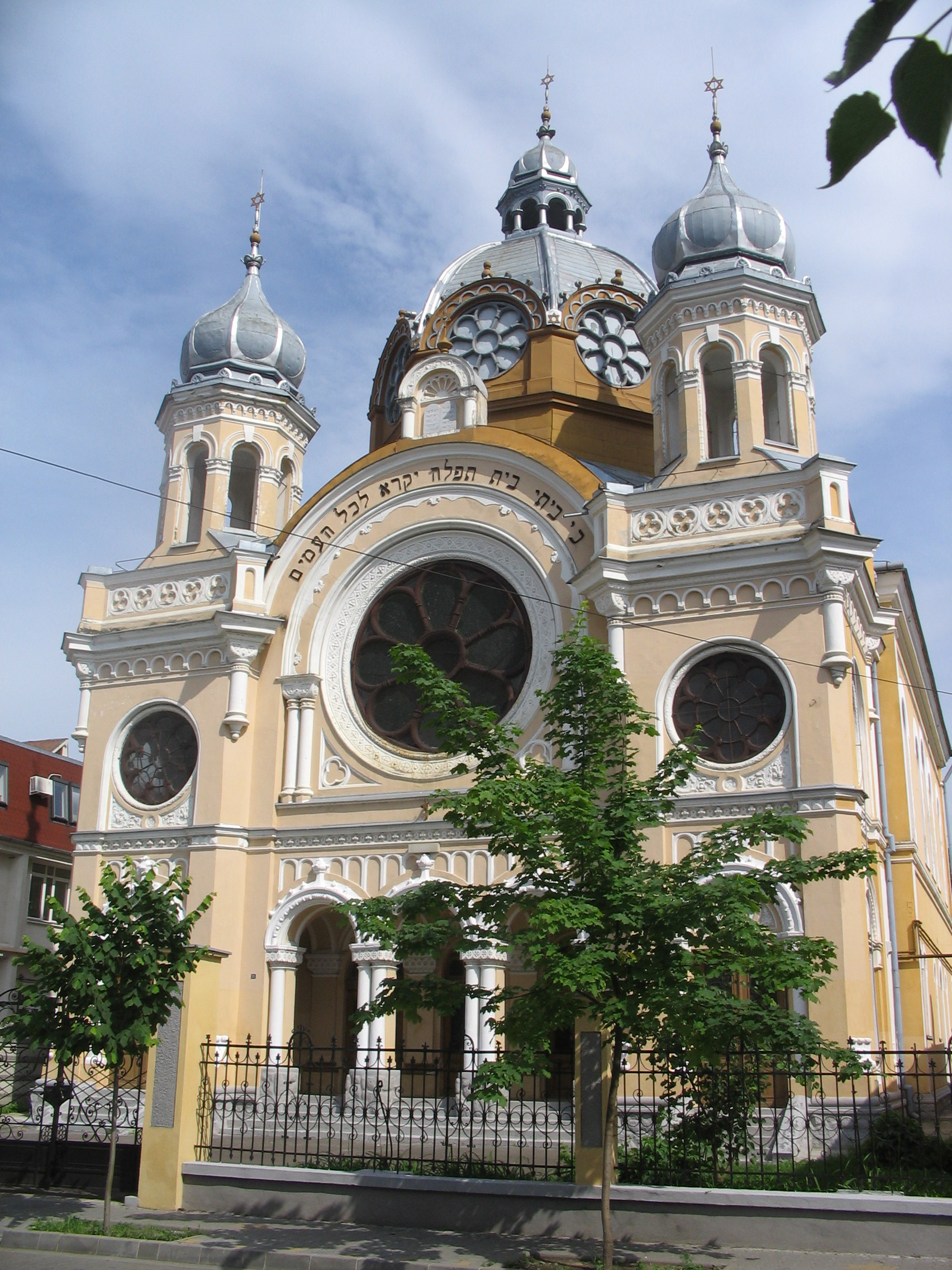
Synagogue Status Quo Ante de Târgu Mureș
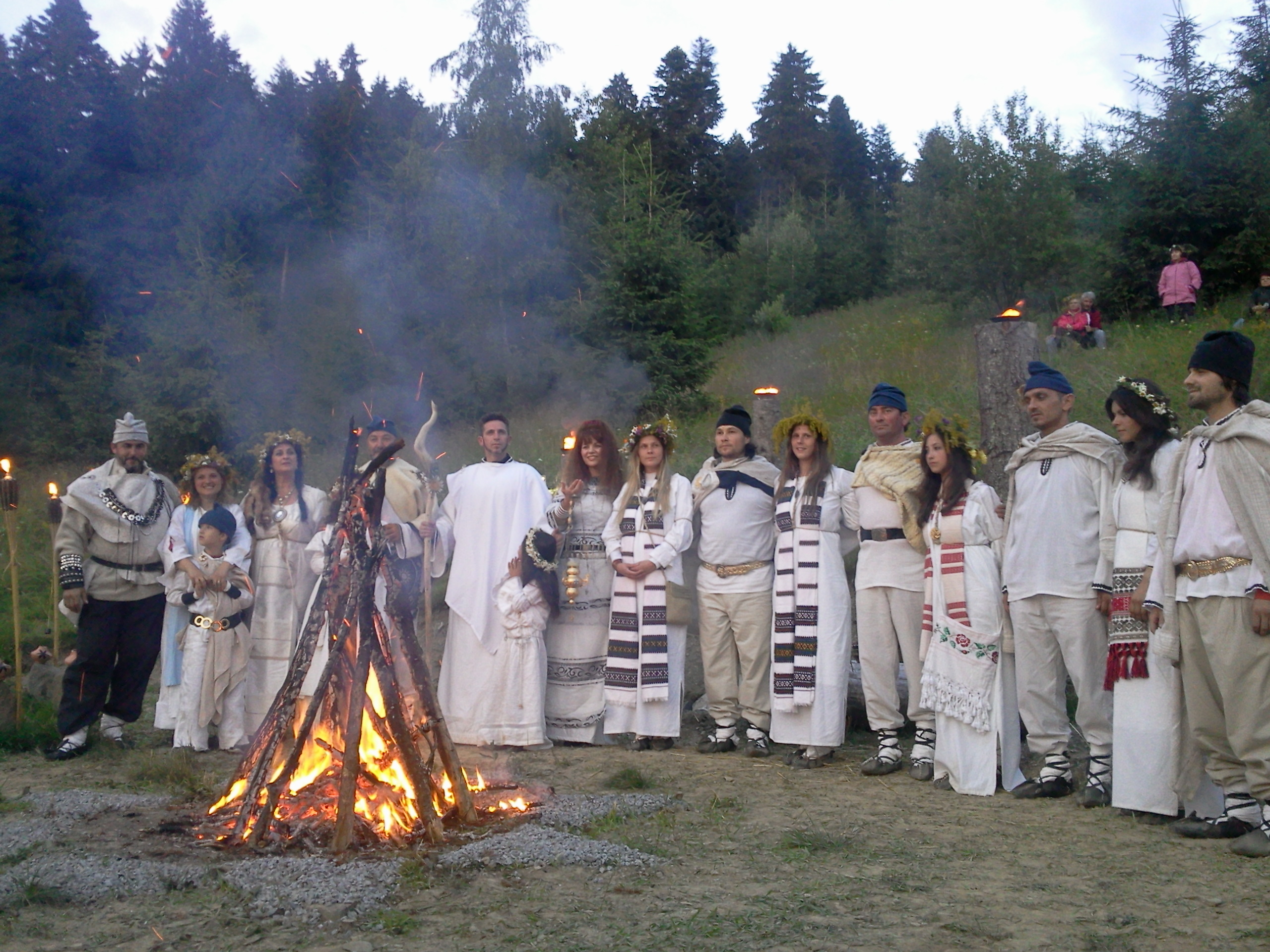
Rituel du feu zalmoxianiste en 2013

## Repères auXXIesiècle
Pour une population de presque 20 000 000 de Roumains en 2020, non comprises les diasporas roumaines, sans les immigrations récentes, le paysage religieux est à peu près le suivant ; la situation, évaluée par décennie, est évolutive.

### Christianisme (> 90%)
- Orthodoxie (> 80 %)
  - Église orthodoxe roumaine (16 307 000), de rite byzantin, en roumain/ukrainien/serbe (etc)
  - Église orthodoxe serbe (14 285), de rite byzantin, en serbe et en slavon
- Église apostolique arménienne (393), Église des trois conciles de tradition monophysite et de rite grégorien ou julien, en langue grabare
- Églises orthodoxes d'ancienne tradition :
  - Église orthodoxe vieille-calendariste de Roumanie (environ 30 000 en 1992), de rite byzantin, en roumain
  - Église orthodoxe vieille-ritualiste lipovène (32 558 Lipovènes), de rite russe ancien, en russe, slavon ou roumain[59].
- Catholicisme (5 à 6 %)
  - Église romano-catholique de Roumanie (870 774), de rite latin, en roumain ou hongrois
  - Église grecque-catholique roumaine (150 000), de rite byzantin, en roumain, branche des Églises catholiques orientales.
- Protestantisme (5 %)
  - Église réformée de Roumanie (600 932), calviniste, en hongrois ou roumain
  - Église unitarienne hongroise (57 686), unitarienne, en hongrois
  - Église évangélique de la Confession d'Augsbourg en Roumanie (ro) (5 399), luthérienne, en roumain ou allemand
  - Église évangélique-luthérienne de Roumanie (ro) (20 168), luthérienne, en roumain, hongrois ou allemand
  - néo-protestantisme, en roumain
    - Union Pentecôtiste de Roumanie (ro) (362 314)
    - Baptisme en Roumanie (112 850)
    - Église adventiste du septième jour en Roumanie (80 944)
    - Assemblées de Frères (de Plymouth) (42 495)
    - Église évangélique roumaine (ro) (15 514)
    - Témoins de Jéhovah (49 820).

### Autres religions (2 à 3%)
- Islam (64 337)
- Judaïsme (3 519)
- Bouddhisme en Roumanie
- Hindouisme en Roumanie
- Bahaïsme (1 869 adeptes reconnus mais 7 000 recensés, dont, dans les années 1930, Marie de Saxe-Cobourg-Gotha, anglicane dans sa jeunesse et officiellement devenue orthodoxe en tant que reine de Roumanie[60]).

### Autres spiritualités
En plus des 18 confessions reconnues par l'État, la Roumanie compte aussi de petites communautés religieuses non-reconnues :
- Innocentisme (en) (Inochentiști), confession chrétienne charismatique, d'origine russe (créée en 1908 par Ivan Levizor)
- Diverses formes de néopaganisme, des reconstructionnismes religieux affiliés au Congrès européen des religions ethniques[61],[62] sont présentes :
  - Dianisme
  - Néohellénisme
  - Rodnovérie
  - Wicca
  - Zalmoxianisme, spécifiquement roumain[63].

### Autres positions
Constitutionnellement établie, la Liberté de religion en Roumanie (en) permet à tout citoyen de croire ou de ne pas croire, et de pratiquer les rituels de son choix dans le respect des lois assurant la laïcité et le sécularisme. Aux recensements, les habitants peuvent se déclarer « irreligieux », terme qui regroupe les athées et les agnostiques, mais seuls 0,2% des citoyens s'affichent comme tels, car les traditions religieuses ont un rôle culturel et identitaire même chez les non-croyants et les non-pratiquants. On compte 20 473 athées déclarés, et 18 917 personnes qui déclarent ne pas avoir de religion sans être athées.